# Claus Høj Jensen
Claus Høj Jensen er en dansk sejlsportsmand og sejlmager. Han har været verdensmester i bådtyperne H-båd, drage og Yngling og har også sejlet OK-jolle.
Claus er den sejler der har vundet flest danske og verdensmesterskaber i H-Båd.[kilde mangler] Han vandt sit 9. verdensmesterskab i H-båd i 2021. Han er 12-dobbelt dansk mester. Claus Høj Jensen er søn af OL-sejleren Poul Richard Høj Jensen.